# Przeborka
Przeborka – staropolskie imię żeńskie, złożone z członów Prze- ("przez" i wiele innych znaczeń) i -bor-ka ("walczyć, zmagać się"). Być może oznaczało "tę, która najlepiej walczy".
Przeborka imieniny obchodzi 18 czerwca.